# 維城士多
維城士多（英語：Victoria Store）是一間於英國以及台灣售賣香港民族產品的網店，2015年於香港創立。2019年10月，因反對逃犯條例修訂草案運動而流亡台灣的香港示威者，透過台灣人的幫忙下，成立維城士多在台的網路商店，售賣抗爭小物謀生。2020年6月30日，港版國安法生效前夕，位於香港的維城士多網店，宣佈與台灣店合併，並由台灣維城士多繼承日後所有業務。2022年2月，以網店形式於英國開業。

## 事件
2021年8月20日清晨4時許，保護傘餐廳起火，火勢蔓延快速，台灣維城士多所寄賣的存貨全部報銷。2021年12月30日，台灣公司宣布解散，經過休整後，2022年2月以網店形式重新開業。

## 資料來源
1. ↑  . 鏡週刊. 2020-06-28  [2020-07-05]. （原始内容存档于2020-07-05）.
2. ↑  . 蘋果日報 (香港). 2020-07-03  [2020-07-05]. （原始内容存档于2020-07-05）.
3. ↑  . 自由亞洲電台. 2021-08-20  [2022-03-30]. （原始内容存档于2022-04-17）.

## 外部連結
- 維城士多的Facebook專頁